# Rosenberger Hochfrequenztechnik
La Rosenberger Hochfrequenztechnik GmbH & Co. KG è una società tedesca che costruisce cavi coassiali e connettori elettrici per telecomunicazioni, automotive, trasmissione dati, strumenti di misura e medicali. La sede è a Fridolfing, in Baviera.

## Storia

Logo storico

La società venne fondata nel 1958 da Hans Rosenberger senior a Tittmoning. Inizialmente un'officina che poi si specializzo in costruzioni di macchine. Nel 1967 iniziò a occuparsi di alta frequenza. Nel 1967/68 si spostò nella fabbrica a 8 km da Fridolfing. La sede legale è rimasta a Tittmoning. Nel 1985 venne aperto il primo sito fuori Germania in Danimarca.
Nel 1997 viene acquisita la OSI di Augusta (oggi Rosenberger OSI FiberOptics) nel settore delle fibra ottica. Nel 2000 viene sviluppato il sistema di connessione  per cavi coassiali FAKRA in ambito automobilistico.

## Prodotti
- Cavi coassiali e connettori
- Connessioni in alta frequenza per automotive
- Connettori elettrici per alta tensione
- Prodotti per misurazioni in alta frequenza
- Fibra ottica
- Cavi e cablaggio
- Prodotti per stazione radio base
- Costruzione di macchine
- Telematica
- M2M

## Sedi
Le sedi del gruppo in Europa sono Fridolfing, Radeberg e Augusta in Germania più altre sedi in Ungheria, Svezia, Danimarca, Regno Unito, Italia, Spagna, Cina, India, Pennsylvania (USA) e Brasile.